# Onna
Onna è una frazione di 380 abitanti situata a 581 m s.l.m. nella storica città dell'Aquila.

## Storia
Il nome di Onna si fa derivare dal latino unda (‘onda’, ma con significato toponimico vario), che rispecchia le caratteristiche geografiche fisiche della frazione, situata nei pressi della confluenza tra la Vera e l'Aterno. La località è menzionata per la prima volta nel 1178, come Villa Unda, in una bolla papale di Clemente III, e in seguito ancora in una bolla di Innocenzo III nel 1204.
Le origini abitative più remote risalgono all'epoca preromana: a lungo non è possibile parlare di un autentico centro urbano, e d'altra parte si trattava di un sito completamente indifeso. Ma la fertilità della conca aquilana rese vantaggioso lo sfruttamento del terreno e quindi l'insediamento dell'uomo. Analoga situazione seguì alla conquista romana.
La formazione del paese vero e proprio appare databile intorno al 1000. In generale, comunque, Onna non ebbe storia indipendente dal resto del territorio rurale dell'Aquila, e restò feudo di vari signori succedutisi dal medioevo all'età moderna.
Pertinente al comune di Paganica, alla soppressione di questo nel 1927 venne aggregata definitivamente a quello dell'Aquila. Nella seconda guerra mondiale si ricorda in Onna un fatto tragico: gli occupanti nazisti trucidarono qui 17 persone, tra il 2 e l'11 giugno 1944.

### Terremoto del 2009 e la ricostruzione

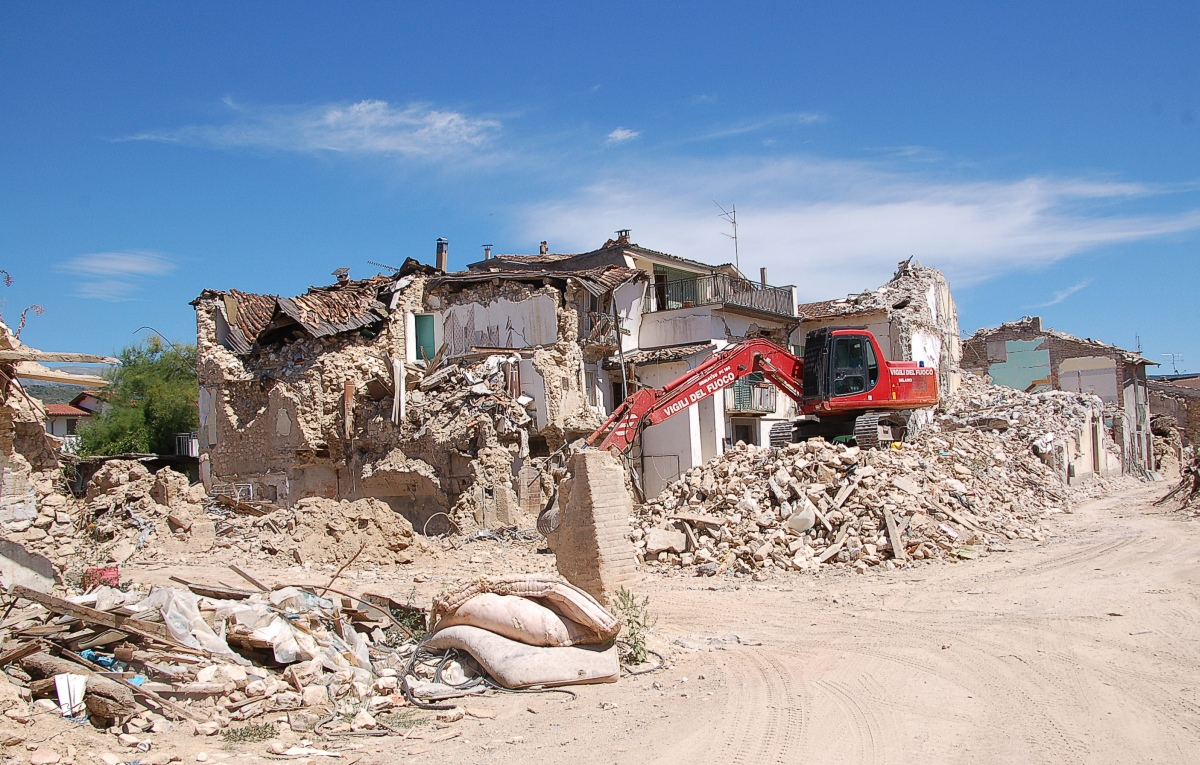
Onna, 2010

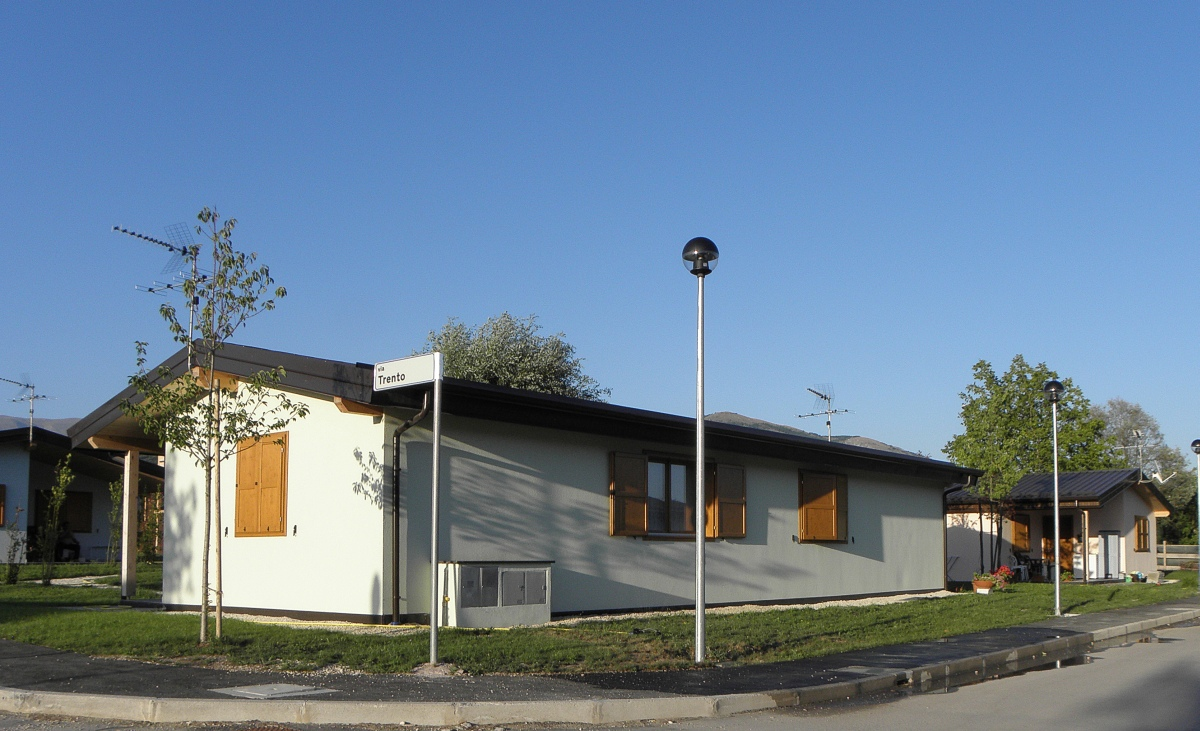
Onna, oggi, una delle nuove case antisismiche (2015)

Il 6 aprile 2009, il terremoto che colpì l'Aquilano devastò Onna. La maggior parte degli edifici del paese crollò e quelli rimasti in piedi subirono comunque danni gravissimi. A Onna vi fu anche il maggior numero di vittime umane del terremoto, 40, circa il 15% della popolazione. Perirono anche animali a causa del crollo di più stalle del paese. Oltre ai soccorsi per le vittime umane, furono inviati dei contadini per aiutare gli animali che si trovavano in stalle scampate alla catastrofe. Per l'occasione, alla frazione fu dedicato un brano musicale scritto da Gianna Nannini e Isabella Santacroce e inciso dalla Nannini con Laura Pausini, Giorgia, Elisa e Fiorella Mannoia intitolato Donna d'Onna, presentato durante il concerto di beneficenza relativo all'evento sismico Amiche per l'Abruzzo e pubblicato come singolo.
Dopo il sisma, in ricordo della strage del 1944, l'ambasciatore della Repubblica Federale di Germania in Italia Michael Steiner ha promesso il contributo della Germania alla ricostruzione della frazione. Il terremoto ha portato anche ad un effetto paradossale: il 25 aprile 2009 ci si è accorti che dalla chiesa di San Pietro Apostolo, venuto meno l'intonaco che li copriva, erano emersi frammenti di preziosi affreschi del Quattrocento.
La ricostruzione, affidata ad una compagnia privata tedesca, lo Studio Schaller è ricominciata immediatamente con il restauro della chiesa di San Pietro, riaperta nel 2015. Il direttore del progetto è Gunther Adler, beneficiario dei 3 milioni di euro stanziati dal governo tedesco e dei 72 milioni iniziali del governo italiano. Il progetto ha previsto la temporanea costruzione delle casette del progetto Map, e successivamente la ricostruzione ex novo del centro con edifici in cemento armato, rispecchiando tuttavia lo stile architettonico ottocentesco del borgo, con le classiche cornici agli archi delle porte e i mattoni sporgenti dagli intonaci.
A dicembre 2016 erano stati avviati 4 cantieri su 22. L'8 maggio dello stesso anno inoltre era stata inaugurata la chiesa parrocchiale ricostruita.

## Monumenti e luoghi d'interesse

### Chiesa parrocchiale di San Pietro Apostolo

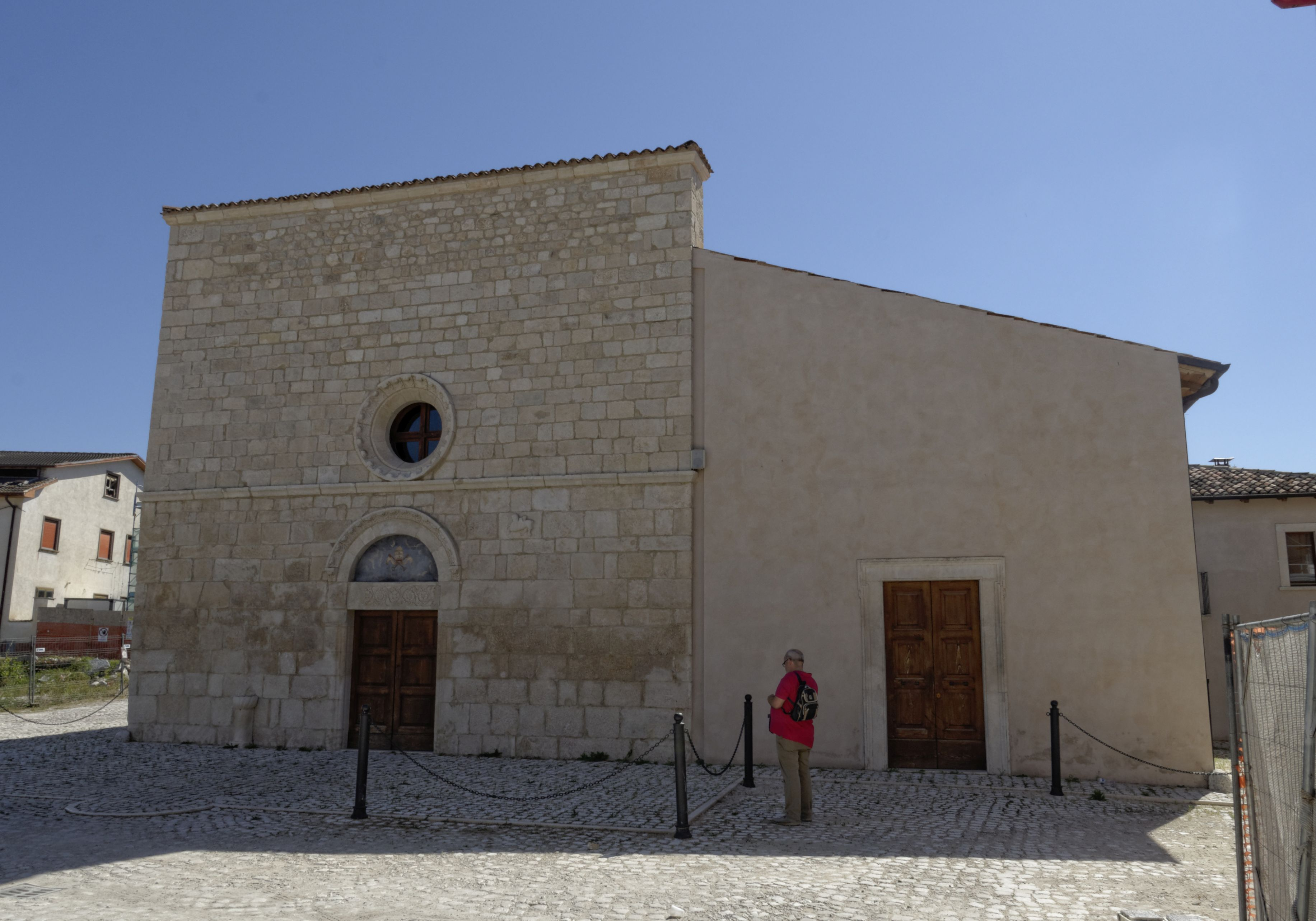
La chiesa di San Pietro ricostruita (2017)

La chiesa fu fondata nel XII secolo e poi ricostruita dopo il terremoto del 1461. Ciò è testimoniato da affreschi preziosi rinvenuti dopo il terremoto del 2009. La chiesa è in pietra di montagna, a navata unica, con facciata massiccia decorata da portale duecentesco e piccolo rosone. Il campanile è a torre.
L'interno è stato completamente ricostruito, dopo il sisma recente, seguendo rigorosamente la pianta originaria, ossia in stucchi del Settecento e intonaco bianco.

### Chiesa rurale di Sant'Anna
Si trova presso la strada S.S.17 EST lato DX del tratturo L'Aquila-Foggia,  in direzione di Barisciano. La chiesa fu costruita come cappella nel XVII secolo perché la zona era punto di massima frequentazione dei pastori e dei pellegrini sulla via dell'Aquila. La cappella è a navata unica,  in pietra,  con facciata semplice decorata da portale sobrio con tettoia. Il campanile è a vela. Danneggiata dal sisma del 2009, non è agibile.
Da vedere nelle vicinanze:

### Chiesa rurale di San Giovanni
Si trova presso la strada SS.17 EST km 43,00 circa lato DX dir. L'Aquila. La chiesa fu costruita come cappella nel XVII secolo, perché la zona era punto di massima frequentazione dei pastori e dei pellegrini sulla via dell'Aquila, sul sito era presente anche un punto ristoro chiamato "Taverna Piedi". La cappella è a navata unica,  in pietra,  con facciata semplice decorata da portale sobrio con tettoia. Il campanile è a vela. La campana risulta requisita dal tempo dell'ultima Guerra Mondiale. Restaurata negli anni '90 del secolo scorso è rimasta indenne da danni nel corso del sisma del 6 aprile 2009, al contrario del fabbricato retrostante, che fungeva da stalla, ed è stato distrutto.

## Economia

### Zona industriale di Bazzano
La zona industriale si sviluppò negli anni 2000 e specialmente dopo il 2009, essendo così uno dei polmoni principali della zona aquilana per il settore secondario. La zona comprende centri commerciali e industrie varie.

## Infrastrutture e trasporti

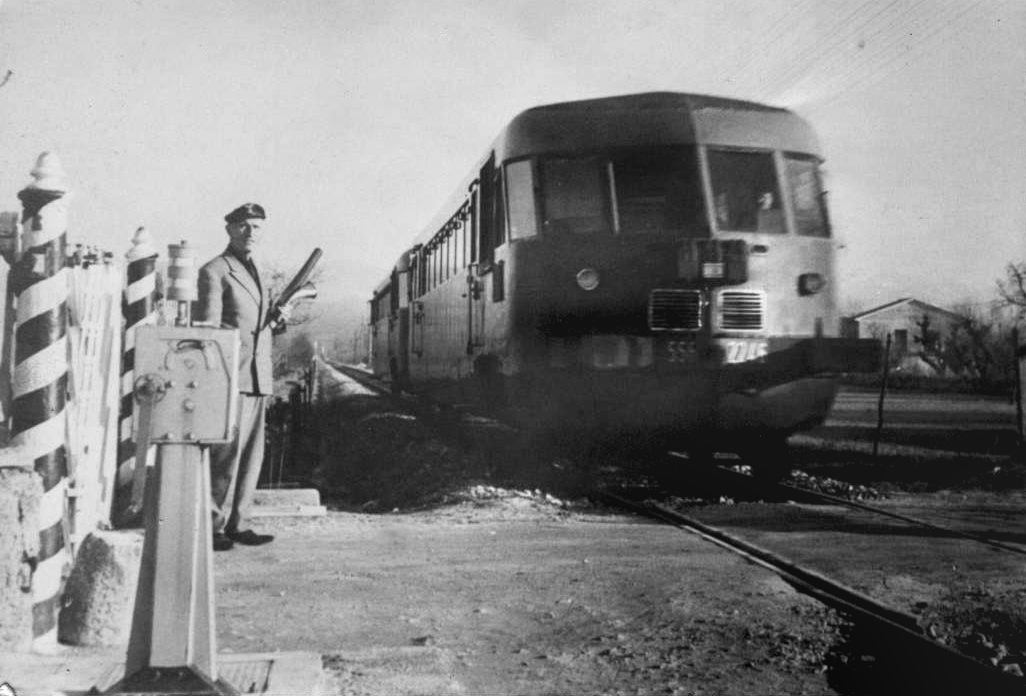
Una automotrice ALn 556 ad un passaggio a livello ad Onna negli anni Sessanta

### Ferrovie
Il centro abitato di Onna è lambito sul suo lato nord dalla ferrovia Sulmona-L'Aquila, linea secondaria a binario unico e trazione diesel; la frazione non è servita da una propria stazione, ma è posta a breve distanza dalla stazione di Paganica e dalla fermata di L'Aquila San Gregorio, entrambe distanti un chilometro e mezzo circa (la prima situata nei pressi di Bazzano, la seconda nei pressi di San Gregorio).

### Strade
A nord dell'abitato, parallelamente alla ferrovia, scorre la strada statale 17 dell'Appennino Abruzzese ed Appulo-Sannitico, che connette la frazione a L'Aquila, a Popoli Terme e Sulmona.